# Bon état des eaux
Les notions de « bon état » (chimique, écologique) et d'« objectif de bon potentiel écologique » (respect de l'écopotentialité) sont apparues dans les années 1990 à l'occasion du Sommet de la Terre notamment, s'appliquant d'abord en Europe aux milieux aquatiques et grandes « masses d'eau » puis aux milieux naturels. Il est repris en Europe notamment par la directive-cadre sur l'eau et en France comme critère ou objectif retenu par les lois Grenelle dans la trame verte et bleue française.

## En Europe
L'état de conservation des milieux naturels a aussi pris une valeur juridique via la publication en 1992 de la directive « Habitats-Faune-Flore » (92/43/CEE) (DHFF) qui introduit et définit une notion d'état de conservation. Les États membres se sont engagés à maintenir ou rétablir des habitats naturels et des espèces de faune et de flore sauvages d’intérêt communautaire, dans un état de conservation favorable, afin de contribuer au maintien de la biodiversité. 
Le « bon état écologique » a d'abord été en Europe une valeur-cible et un objectif pour différents programmes de gestion, restauration ou protection des eaux douces et non-souterraines, grâce notamment à la Directive cadre sur l'eau. Concernant les milieux naturels et habitats ont parle aussi de « bon état de conservation » (qui doit être atteint dans les sites du réseau Natura 2000 en Europe et dans certains éléments de la trame verte et bleue en France.
Puis la stratégie marine européenne naissante, et en France le Grenelle de l'environnement (via sa trame bleue) suivi en 2009 d'un Grenelle de la mer (qui a proposé la réalisation d'une « trame bleu marine » en prolongation de la trame verte et bleue française) ont proposé de l'étendre plus activement au volume des océans et aux milieux marins et littoraux. La loi Grenelle II (29 juin 2010) définit la trame verte et bleue nationale et les schémas régionaux de cohérence écologique en leur attribuant un objectif de « remise en bon état écologique ».
Dans le contexte européen, hormis la directive cadre, d'autres directives et programmes concernent l'eau et contribuent au bon état des eaux ou en dépendant (réseau Natura 2000, Équipes de réponse aux urgences (ERU), Directive-cadre Stratégie pour le milieu marin (DCSMM), Directive inondation, Directive concernant la gestion de la qualité des eaux de baignade, Développement durable des côtes européennes (DEDUCE), etc.).

## Le«Bon état de conservation»
Dans le domaine de la biologie de la conservation, l'objectif de « Bon état de conservation » est fréquemment évoqué, repris par exemple en Europe par la directive Oiseaux et la directive Habitats-Faune-Flore, avec obligation de résultat quant au maintien en « bon état de conservation » des espèces et des habitats concernés, avec choix des moyens permettant d'y parvenir (la France a préféré la voie de la gestion contractuelle et volontaire des sites).
Il peut inclure le « bon état sanitaire » d'une population ou d'un milieu (aquatique par exemple).
En France, la première évaluation de l'état de conservation des espèces d’intérêt communautaire (au sens de la directive Habitat) a montré que, pour la période 2001-2006, malgré les avancées du réseau Natura 2000, seule une espèce sur cinq est en bon état de conservation (les amphibiens, crustacés et mollusques restant les plus menacés). Les régions biogéographiques atlantique et continentale ont les plus mauvais résultats en la matière,.

## Lebon étaten France

### Dans le cadre des trames vertes et bleues
En France, un « Comité national Trame verte et bleue », créé à la suite du Grenelle de l'environnement et dans le cadre de la loi Grenelle I, a défini, sous l'égide de deux ministres (de l'Environnement, de l'Urbanisme) le bon état écologique des corridors biologiques, dans les orientations nationales Trame verte et bleue, ainsi que la notion de remise en bon état des continuités écologiques (prévues à l’article L.371-2). 
La trame verte et la trame bleue visent à enrayer la perte de biodiversité en participant à la préservation, à la gestion et à la « remise en bon état » des milieux nécessaires aux continuités écologiques, tout en prenant en compte les activités humaines, et notamment agricoles, en milieu rural. 
En France, dans chaque région, un « Schéma régional de cohérence écologique » (SRCE) est élaboré conjointement par l'État et la région, en cohérence avec des orientations nationales pour la préservation et la remise en bon état des continuités écologiques. L'autorité environnementale devra « prendre en compte » ce SRCE pour approuver un document de planification, autoriser ou réaliser un projet. La personne publique demanderesse d'une autorisation devant s'assurer de l'impact qu'aura cette décision sur les continuités écologiques identifiées dans le SRCE-TVB. Les impacts positifs étant ceux qui contribueront à préserver, gérer ou remettre en bon état les milieux nécessaires aux continuités, et inversement. Cette personne publique devra indiquer comment elle a cherché à éviter et réduire les impacts négatifs puis, s'il demeure des impacts non réductibles, comment elle les compense quand cela est possible. 
La priorisation des actions de restauration et protection de la trame verte et bleue se fait sur la base d'un diagnostic du territoire régional et d'une analyse des enjeux par milieux (qui figurent dans les SRCE) 
Concernant la trame bleue, le bon état renvoie à celui défini par la directive européenne DCE (voir ci-dessous). 
En 2010 un arrêté a précisé aux méthodes et critères d’évaluation de l’état écologique, de l’état chimique et du potentiel écologique des eaux de surface et la bioindication a fait l'objet de nombreux travaux synthétisés dans un guide publié en 2013.
Les règles d'évaluation de qualité de l'eau fixées en janvier 2010 ne s'appliquent qu'au premier cycle d'évaluation de la DCE (2010-2015). Elles vont ensuite évoluer pour le 2e cycle DCE (2016- 2021) avec une intercalibration et une meilleure pertinence et « DCE-compatibilité » des méthodes de bioindication en intégrant les progrès de la connaissances des impacts et pressions anthropiques sur la ressource.

## Le bon état en Europe

### Le bon état, tel que défini par la DCE en Europe
La directive-cadre sur l’eau (DCE) impose en Europe des objectifs de qualité pour les eaux de surface et souterraines.
Elle a introduit une notion de bon état des masses d'eau, imposant que les objectifs et critères autrefois utilisés par cours d’eau (par exemple dans les contrats de rivière soient désormais remplacés par des objectifs par masse d’eau ; en France, dans le cadre des SAGEs et SDAGEs)[Quoi ?].
- En termes d'objectif, la notion centrale de la DCE est celle de « bon état écologique ». Elle ne concerne que les masses d'eaux douces superficielles, car la directive DCE n'a pas fixé d'objectifs de bon état écologique des eaux souterraines, même si certaines rivières, lacs ou cavernes souterraines peuvent abriter des écosystèmes particuliers.
- Une masse d’eau est considérée « en bon état » au sens de la DCE si elle répond conjointement aux deux critères de « bon état chimique » et de « bon état écologique »[14].

Pour les eaux de surface, le « bon état » s’évalue à partir de deux groupes de critères :
- caractéristiques physicochimiques de l’eau ;
- fonctionnement écologique.

Le « bon état » se définit comme le retour (avec un écart « léger » admissible) à une situation de référence naturelle, et il est mesuré principalement sur la base de bioindicateurs. Les progrès à faire lors de la mise en place de la directive sont l'écart entre la réalité mesurée à l'instant t-zéro (état t-zéro) et le « bon état » idéal à atteindre en 2015. 
- Des exercices d'inter-étalonnage devraient permettre une évaluation européenne homogène et cohérente de l'état des masses d'eau.

Il y a obligation de résultat et non de moyens, et avec des échéances échelonnées et trois dates-butoir (2015, 2021 ou 2027), 2015 est l'année où le bon état écologique doit être atteint, avec des exceptions accordées selon l'état actuel du milieu, l'intensité des pressions s'exerçant sur la masse d'eau et l'ampleur ou la difficulté des actions à mener (concernant les sédiments pollués par exemple).

## L’état écologique

### Pour les eaux marines
Le volume des masses d'eaux marines est bien plus important que celui des eaux douces. 
En Europe, le bon état écologique des eaux marines a fait l'objet (en septembre 2010) de précisions de la part de l'Europe avec :
- des conditions générales d’application des critères relatifs au bon état écologique ;
- une liste de critères relatifs au bon état écologique applicables aux descripteurs de l’annexe I de la directive 2008/56/CE.

Les fonds marins, jusqu'à −4 000 m, font l'objet d'une attention récente mais particulière, avec notamment l'observatoire ESONET (European Sea Floor Observatory Network of Excellence) des fonds marins européens (50 partenaires dans 14 pays).
En France, la loi Grenelle II de 2010 stipule que « l'autorité administrative prend toutes les mesures nécessaires pour réaliser ou maintenir un bon état écologique du milieu marin au plus tard en 2020 ». Un document cadre est la stratégie nationale pour la mer et le littoral.
En Europe, l'objectif des Plans d'action pour le milieu marin (PAMM) est le « bon état écologique » (BEE) des milieux marins, défini non pas comme l'écopotentialité absolue ou l'état de naturalité vierge et non affecté par les activités humaines parfois dit « pristine », mais comme suit (article 3) ;
« l'état écologique des eaux marines tel que celles-ci conservent la diversité écologique et le dynamisme d'océans et de mers qui soient propres, en bon état sanitaire et productifs dans le cadre de leurs conditions intrinsèques, et que l’utilisation du milieu marin soit durable, sauvegardant ainsi le potentiel de celui-ci aux fins des utilisations et activités des générations actuelles et à venir », ce qui implique un « bon fonctionnement des écosystèmes marins » ; « notion scientifique, qui peut être qualifiée voire quantifiée ».
Ce « bon état » est à préciser, en référence à l'Évaluation Initiale et en respectant une méthode fixée par une décision européenne de 2010, pour 11 descripteurs fixés par l'annexe I de la Directive ; pour chaque sous-région marine, descripteur par descripteur sous l'égide du ministère de l’Écologie, sur des bases scientifique et techniques, en associant les experts de nombreux organismes de recherche (Muséum national d'histoire naturelle, CNRS, BRGM, SHOM…), et sous la coordination de l'Ifremer. Leur travail a fait l'objet d'un rapport de synthèse, dont le contenu a été diffusé une première fois à l'occasion d'une session du Conseil maritime de façade de Méditerranée (3 juillet 2012). Un projet d'arrêté sur bon état écologique est soumis à consultation (de juillet à oct 2012).
La cohérence avec les travaux, méthodes, niveaux d'ambitions et critères retenus par les pays voisins est assurée par le ministère de l'Écologie.

### Pour les eaux douces
Il est défini par la DCE comme l'« expression de la qualité de la structure et du fonctionnement des écosystèmes aquatiques associés aux eaux de surface ».
Si l’état chimique se mesure sur la base de paramètres et seuils classiques et identiques partout (approche plutôt toxicologique), l’état écologique s’apprécie plutôt sur des bases écologiques et écotoxicologiques et donc en fonction du type de masse d’eau considérée et de sa position biogéographique. Les valeurs-seuils qui déterminent le « bon état écologique » (pour les paramètres biologiques) changent donc selon le contexte biogéographique ; d'un type de cours d’eau à un autre, ou selon la portion du cours d'eau considérée (torrent, fleuve de plaine, estuaire…). Pour chaque type de masse d’eau, les autorités et agences habilitées sont en train de proposer des « sites de référence » considérés comme de « bonne qualité » qui serviront en quelque sorte de mesure-étalon pour définir les seuils du bon état.
Cette approche trouve des limites et pose question dans les régions fortement anthropisées depuis longtemps où les zones de bonne qualité n'existent peut-être plus. Une autre approche peut être d'étudier l'écopotentialité du milieu et d'en faire l'objectif à atteindre pour un bassin ou un sous-bassin.

#### Les différents états écologiques
Qualifiés de « mauvais » à « très bon », ils se mesurent par rapport à l'écart à la référence du très bon état (sur la base de valeurs-seuils provisoires pour une période transitoire 2005/2007 dans un premier temps, cadrée par les programmes de mesures, choix des objectifs environnementaux des SDAGE…).  
Leur mesure s'appuie sur des critères complémentaires dits « éléments de qualité » :
- critères biologiques (présence/absence d'organismes végétaux et animaux, considérés comme bioindicateurs) ;
- critères hydromorphologiques (naturalité/artificialisation du milieu et des processus qui y sont à l'œuvre) ;
- critères physico-chimiques (toxicologie…) ;
- indices de qualité tels que l'indice biologique diatomées (IBD)[22],[23].

Pour chaque masse d'eau, l'état écologique est qualifié selon cinq classes : très bon, bon, moyen, médiocre et mauvais.
Il est dans tous les cas caractérisé par l'écart aux conditions de références qui sont les conditions représentatives d'une eau de surface pas ou très peu influencée par l'activité humaine.

#### Le « très bon état écologique »
C'est l'état de référence au sens de la directive (DCE). Il correspond au potentiel écologique du milieu, à ce que serait en condition climacique le milieu et sa qualité en l'absence d'impacts anthropiques négatifs. 
La DCE le considère comme atteint lorsque les écarts dus à l'activité humaine par rapport aux conditions de référence du type de masse d'eau sont considérés comme très faibles ou nuls. 
Son évaluation se fait via l'étude quantitative et qualitative des écosystèmes, en prenant en compte :
- des éléments de qualité biologique (utilisés comme bio-indicateurs) :
  - phytoplancton, zooplancton,
  - macrophytes,
  - phytobenthos,
  - faune benthique invertébrée,
  - ichtyofaune,

analysés au regard de critères de composition, d’abondance, de biodiversité (niveau de diversité écopaysagère, spécifique et génétique), en s'appuyant sur le ratio des taxa ou espèces sensibles aux perturbations, ou des espèces invasives, devant être proches ou identiques à ce qu'ils seraient en l'absence de perturbations anthropogéniques ;
- des indicateurs de qualité hydromorphologique :
  - qualité hydrologique, continuité de la rivière,
  - qualité morphologiques et
  - qualité physico-chimique…

…qui doivent correspondre totalement ou presque aux conditions qui seraient celles du milieu sans perturbations anthropogéniques.

#### Le bon état chimique
L’objectif de bon état chimique est celui du respect de seuils (pour l'instant) quantitatifs de concentration qui sont en principe (c'est-à-dire sauf dérogation acceptée par l'Europe) les mêmes pour tous les types de cours d’eau.
En particulier, les normes de qualité de l'eau doivent être respectées (à des échéances fixées par les SDAGEs en France, pouvant parfois déroger aux échéances générales fixées par l'Europe) pour les 41 substances visées par la directive cadre sur l’eau (métaux, métalloïdes, pesticides, hydrocarbures, solvants et autres produits toxiques ou éco-toxiques.) 
À titre d'exemple, la France a déclaré le 22 mars 2010 à la Commission européenne que 21 % des masses d'eau de surface sont évaluées en mauvais état chimique. Pour les eaux souterraines, ce sont 41 % des masses d'eau qui n'étaient pas en bon état chimique. Des informations générales sur la compréhension et l'évaluation des eaux peuvent être obtenues en consultant le site Internet « Eaufrance »  et des éléments sur la surveillance des masses d'eau peuvent être trouvés sur le site Internet.

#### Le «bon état écologique»
Il doit être atteint en 2015 pour les masses d'eau européennes en Europe selon la DCE, et donc en France pour les rivières et lacs. 
Il tient compte de l'impact des activités humaines sur les milieux naturels tout en visant un impact minimal autorisant les cycles biologiques complets, développement, reproduction des espèces faune et flore en équilibre dans le milieu. En Europe, il correspond pour les eaux douces non-souterraines au respect de valeurs de référence pour des paramètres biologiques et des paramètres physico-chimiques ayant un impact écologique.
L’état écologique est « l’appréciation de la structure et du fonctionnement des écosystèmes aquatiques associés aux eaux de surface. Il s’appuie sur des critères appelés « éléments de qualité » qui peuvent être de nature biologique - animale ou végétale, hydromorphologique ou physico-chimique. Il caractérise un écart aux conditions dites de référence (conditions représentatives d’un cours d’eau pas ou très peu influencé par l’activité humaine) ». En France, des méthodes et critères d’évaluation de cet état écologique sont cadrés par un arrêté de 2010.
Des efforts de standardisation des mesures et évaluations existent, avec en France l'AFNOR dispose d'une Commission AFNOR T 95 F (Qualité écologique des milieux aquatiques) et l'Europe s'est dotée en 1996 d'une Commission Européenne de Normalisation (CEN/TC 230 Technical Committee CEN/TC 230 The quality assurance of ecological data, incluant un groupe – water analysis - WG2 – biological methods). Un portail « Sandre » rassemble les données de normalisation et références en France.
Le « bon état écologique » est évalué par des campagnes répétées de suivi d'indicateurs quantitatifs et qualitatifs, s'appuyant sur des comptages de poissons, de diatomées, de plantes aquatiques, de macro-invertébrés, etc. selon des indicateurs et bioindicateurs, par rapport à l'écopotentialité du cours d'eau et aux référentiels existants.
Les paramètres les plus souvent déclassant varient selon les zones biogréographiques : ce sont par exemple l'eutrophisation, la turbidité, la quantité de dioxygène dissous, et plus rarement la salinité ou l'acidification.
Dans les régions industrielles, ce sont plus souvent les métaux lourds et des polluants tels que les PCB, dioxines, furanes, HAP, etc. alors que dans les régions d'agriculture intensive, les nitrates, phosphates et pesticides, et la turbidité induite par une érosion aggravée des sols seront des paramètres plus limitants.
Indicateurs de qualité physico-chimiques, hydromorphologiques et biologiques :
- algues : Indice biologique diatomées (IBD) ;
- invertébrés (insectes, mollusques, crustacés, etc.) : Indice biologique global normalisé (IBGN) ;
- poissons : Indice Poisson en Rivières (IPR) ;
- blans[Quoi ?] aération / oxygénation (carbone organique, dioxygène dissous…) ;
- nutriments (azote et phosphore) ;
- température, salinité, pH ;
- polluants spécifiques synthétiques (5 herbicides) et non synthétiques (4 métaux), au minimum ;
- régime hydrologique des cours d'eau ;
- continuité écologique ;
- conditions morphologiques.

En complément, sur les berges ou zones humides connexes, l'indice biotique de qualité des sols peut être apprécié.
Des suivis annuels sont publiés. Les cartographies disponibles montrent qu'un retard important reste en France à rattraper pour atteindre les objectifs 2015. Le bon état écologique est nécessaire à la résilience écologique et est l'une des dimensions du concept Une seule santé introduit dans le Plan national santé environnement et ses déclinaisons régionales.

#### Limites et dérogations possibles: le cas des « masses d’eau fortement modifiées »
Les masses d’eau de certains bassins intensivement exploités par l'Homme ont subi depuis parfois plus de 1 000 ou 2 000 ans des modifications significatives ou très importantes de leur fonctionnement et caractéristiques naturelles.
Le « bon état écologique » ne peut plus y être mesuré en référence à une partie bien conservée du basin ; il sera celui de la masse d’eau si elle n’avait pas été transformée.
Parfois le « bon état » ne peut plus raisonnablement en termes de coûts, de moyens techniques et à échelle administrative de temps espéré être atteint. 
La directive DCE a prévu dans un régime dérogatoire que ces masses d’eau « fortement modifiées » fassent l'objet de valeurs de références biologiques moins exigeantes, dites « objectif de bon potentiel écologique », qui s’applique aussi à des masses d’eau très artificialisées telles que celles des canaux ou de certaines retenues (« masses d’eau artificielles » ; avec par exemple en France, le canal de Neufossé creusé il y a plus de 1 000 ans par Baudouin V de Flandre, comme fortification contre les invasions venues du nord). Dans ces cas, un report de délai est possible pour l’atteinte du bon état (BE) ou du bon potentiel (BP).